# Amakihi d'Oahu
Chlorodrepanis flava
Espèce
Statut de conservation UICN

 VU  : Vulnérable
L'Amakihi d'Oahu (Chlorodrepanis flava) est une espèce d'oiseau la famille des Fringillidae.

## Systématique
Le nom scientifique complet (avec auteur) de ce taxon est Chlorodrepanis flava (A.Bloxam, 1827).
Ce taxon porte en français le nom vernaculaire ou normalisé suivant : Amakihi d'Oahu.
Chlorodrepanis flava a pour synonymes :
- Hemignathus chloris (Cabanis, 1850)
- Hemignathus flavus (A.Bloxam, 1827)